# Anastrepha brunnealata
Anastrepha brunnealata är en tvåvingeart som beskrevs av Allen L.Norrbom 2004. Anastrepha brunnealata ingår i släktet Anastrepha och familjen borrflugor.
Artens utbredningsområde är Venezuela. Inga underarter finns listade i Catalogue of Life.